# Gobernantes de Canadá
Lista de gobernantes de la actual Confederación Canadiense, que es una Colonia Británica desde 1867. Sus jefaturas de Estado y de Gobierno desde que se permite la elección indirecta del primer ministro por Reforma al Acta de la Confederación:

## Jefes de Estado
- S.M. Victoria (Dinastía de Hanover, 1837-1901)
- S.M. Eduardo VII (Dinastía de Sajonia-Coburgo-Gotha, 1901-1910)
- S.M. Jorge V (Dinastía Windsor, 1910-1936)
- S.M. Jorge VI (Dinastía Windsor, 1936-1952)
- S.M. Isabel II (Dinastía Windsor, 1952-2022)
- S.M. Carlos III (Dinastía windsor, 8septiembre 2022)

## Jefes de Gobierno
Desde 1867, cuando se proclamó una Monarquía Constitucional, por medio del Acta de la Confederación, unificando el actual Canadá, se establece un poder ejecutivo liderado por S.M. Británica desde la jefatura de Estado, mientras que el gobierno local lo ejerce el primer ministro, elegido por votacíón indirecta por el Parlamento de la Federación. Han ocupado este cargo:
- Sir Juan Alejandro MacDonald (Conservador, 1867-1886)
- Sir Alexander MacKenzie (Liberal, 1886-1891)
- Sir John J.C. Abbott (Conservador, 1891-1892)
- Sir John S. Thompson (Conservador, 1892-1894)
- Sir Mackenzie Bowell (Conservador, 1894-1895)
- Sir Charles Tupper (Conservador, 1895)
- Sir Wilfrid Laurier (Liberal, 1895-1910)
- Sir Robert Borden (Conservador, 1910-1919)
- Arthur Meighen (Conservador, 1919-1921)
- William Lyon Mackenzie King (Liberal, 1921-1943)
- R.B. Bennett (Conservador, 1943-1948)
- Louis St. Laurent (Liberal, 1948-1957)
- Juan Jorge Diefenbaker (Conservador, 1957-1963)
- Lester B. Pearson (Liberal, 1963-1968)
- Pierre Elliott Trudeau (Liberal, 1968-1979)
- Joe Clark (Conservador, 1979-1980)
- Pierre Elliott Trudeau (Liberal, 1980-1984)
- John Turner (Liberal, 1984)
- Brian Mulroney (Conservador, 1984-1993)
- Kim Campbell (Conservadora, 1993)
- Jean Chrétien (Liberal, 1993-2003)
- Paul Martin (Liberal, 2003-2006)
- Stephen Harper (Conservador; 2006-2015)
- Justin Trudeau (Liberal, 2015-2025)